# Approximation de Schlick
En infographie tridimensionnelle, l'approximation de Schlick, nommée d'après Christophe Schlick, est une formule d'approximation du facteur de Fresnel dans le calcul de la contribution spéculaire de la lumière.
Dans ce modèle, le coefficient de réflexion R  est donné par :
{\displaystyle {\begin{aligned}R(\theta )&=R_{0}+(1-R_{0})(1-\cos \theta )^{5}\\R_{0}&=\left({\frac {n_{1}-n_{2}}{n_{1}+n_{2}}}\right)^{2}\end{aligned}}}
où {\displaystyle \theta } est l'angle entre le rayon incident de la lumière et la normale à la surface, c'est-à-dire {\displaystyle \cos \theta =(N\cdot V)}. Et {\displaystyle n_{1},\,n_{2}} sont les indices de réfraction des deux média. {\displaystyle R_{0}} est le coefficient de réflexion d'un rayon parallèle à la normale (c'est-à-dire lorsque {\displaystyle \theta =0} où lorsque la réflexion est minimale).